# Karel Method Klement
P. Karel Method Klement OSB (27. listopadu 1889 Stod u Plzně – 9. listopadu 1979 Praha) byl benediktinský mnich a oblíbený kazatel. Později pracoval jako farář na Sázavě, stal se klíčovou postavou v obnově sázavského kláštera.

## Život
Po studiích v Praze se stal bankovním úředníkem. Jeho smysl pro umění, hudbu a krásu ho ale vedl k úvahám o tom, že by se stal hercem či tanečníkem. Současně se ale prohlubovala i jeho víra. Ve 24 letech vstoupil do benediktinského emauzského kláštera a přijal jméno Cyril.

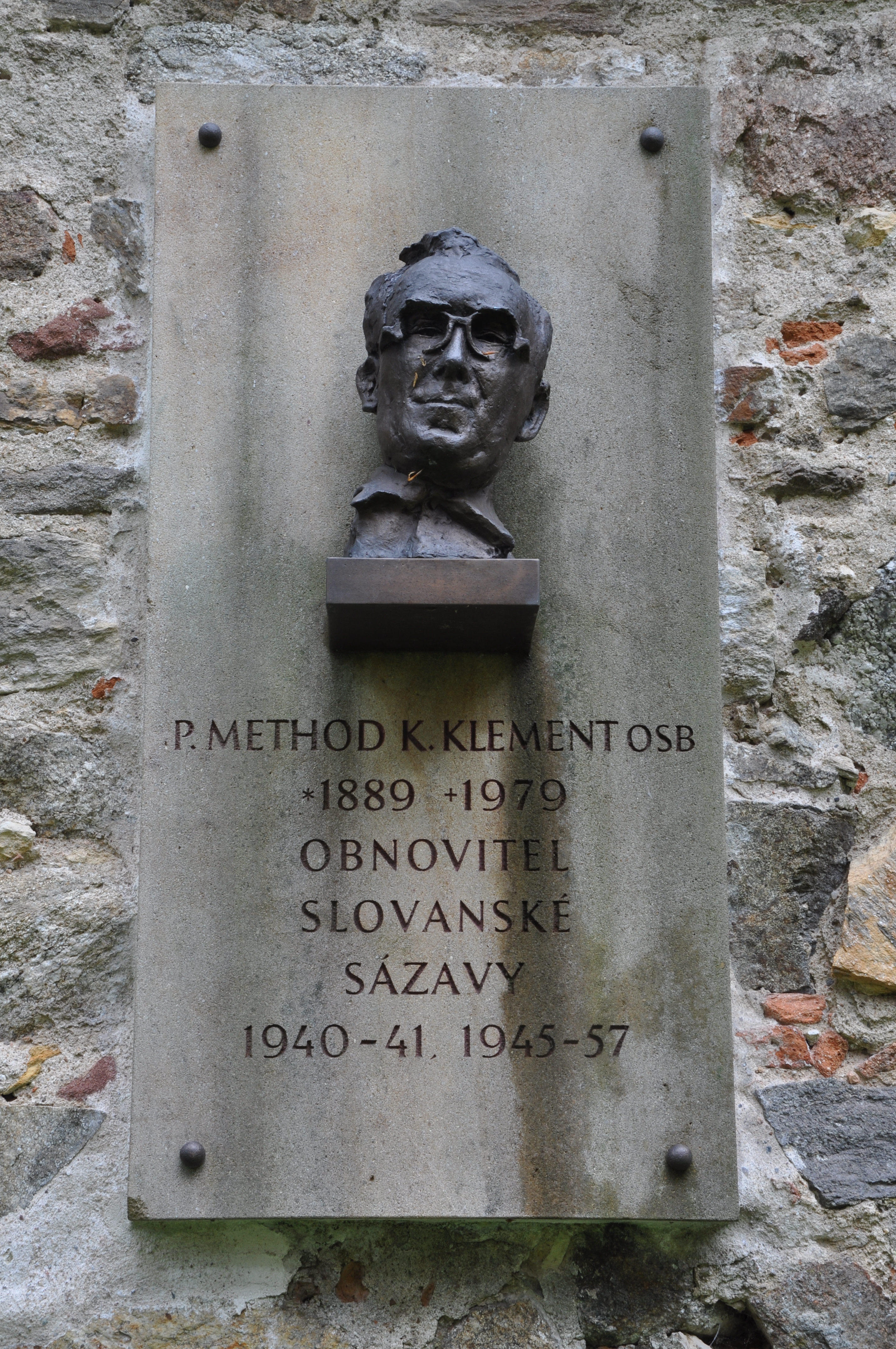
Busta Karla Methoda Klementa v Sázavském klášteře

V Emauzích Klementa okouzlovala vynikající úroveň chrámové hudby a zpěvu, zvláště gregoriánského chorálu. Klášter však byl převážně německý. Klement tam vstupoval s představami o jeho počeštění, a tím o návratu k záměru zakladatele Emauz, českého krále Karla IV., který založením Emauz navazoval na původní svatoprokopskou myšlenku.
První světová válka Klementa během jeho studia filozofie a teologie v klášteře třikrát vyhnala vždy na několik měsíců jako zdravotníka lazaretního vlaku na frontu. Kvůli chaotickým poměrům v klášteře, který po válce obsadilo vojsko, dostudoval teologii v pražském arcibiskupském semináři.
Jako diecézní kněz pak působil na několika místech. 
Rád pracoval s mládeží a od roku 1923 nadšeně vyhledával chlapce pro salesiánské dílo, které sám doprovázel do Turína. Spolu s Msre ThDr. Augustinem Štanclem se zasloužil o příchod salesiánů v roce 1927 do Fryštáku, pro nějž sháněl finance i řádový dům.
V roce 1926 se znovu vrátil do emauzského kláštera a na památku návratu přijal jméno Metoděj.
V roce 1928 založil Quatembrový věstník, uváděný také jako Kvatembrový odkaz: vydávaný spolkem „Haléř sv. Vojtěcha“ k podporování kněžského dorostu a Kvatembrový věstník. Časopis vycházel do léta 1941 a P. M. Klement byl po celou dobu jeho zodpovědným redaktorem.
Stal se zakladatelem skautské organizace ministrantů Legio angelica, kterou prošlo mnoho chlapců, později významných mužů církve. P. Klement se je snažil vychovávat ke statečnosti, cti a naději. V dobách komunistické totality byli mnozí z nich vězněni nebo umístěni do pracovních táborů, jiní byli činní v exilu. Těmito legiemi prošli například opat břevnovského kláštera Anastáz Opasek, arcibiskup Karel Otčenášek, biskup Jan Lebeda, teologové koncilní obnovy církve Antonín Mandl, Josef Zvěřina, týnský farář Jiří Reinsberg, publicista Bohumil Svoboda, grafik Jiří Blažek a jiní.
Z P. Klementa se stal oblíbený kazatel – temperamentní, strhující, s moderními názory a se smyslem pro humor. Na jeho přednášky pro mladé intelektuály chodili mimo jiné Jaroslav Seifert, filozof Jan Patočka nebo architekt Jan Sokol.
Krátce působil také v břevnovském klášteře, kam odešel s podobným záměrem jako do Emauz – obnovit ducha řádu. Nesetkal se však zde s pochopením. Poté byl nedlouho spirituálem českobudějovického semináře, pak byl poslán jako farář na Sázavu s úkolem připravit pozdější obnovu kláštera. Druhá světová válka a pak komunistický režim splnění těchto záměrů zabránily.
Během let 1940–1941 a 1945–1957 se P. Klement plně věnoval Sázavskému klášteru. Napsal desítky článků k její propagaci, bádal, strhával svými přednáškami a kázáními, zahájil éru každoročních národních poutí na Sázavu. Dal Jaroslavu Böhmovi a Ivanu Borkovskému z Archeologického ústavu v Praze podnět k archeologickým a umělecko-historickým průzkumům. S přáteli objevil stovky let zasypanou legendární svatoprokopskou jeskyni. Vykonal obrovskou práci na obnově kostela a opravách jeho památek, inicioval dodnes fungující sázavský chrámový sbor.
V druhé polovině 50. a počátkem 60. let 20. století byl farářem v kapli Panny Marie v Praze 10 Strašnicích.

## Dílo
- Jsem ražen z českého kovu, Nakladatelství Vyšehrad, 2002, ISBN 80-7021-568-2
- Sázava volá k sv. Prokopu, Farní úřad, Sázava, 1946